# 生産科学研究科
生産科学研究科（せいさんかがくけんきゅうか）は、生産技術科学分野の研究・教育を目指した日本の大学院研究科。
長崎大学大学院に設置されていた海洋生産科学研究科を母体に、2000年設置されている。2008年4月1日現在の研究科長は9代目で水産学部の中田英昭。
2024年から、総合生産科学研究科に改組。

## 沿革
- 1988年（昭和63年）4月 - 独立専攻から移行して海洋生産科学研究科として設置。
- 2000年（平成12年）4月 - 「海洋生産科学研究科」から「生産科学研究科」と改称。
- 2011年（平成23年）4月 - 「生産科学研究科」から「工学研究科」および「水産・環境科学総合研究科」と改称。

## 組織図
詳しくは長崎大学大学院生産科学研究科組織図を参照。
- システム科学専攻

3つの教育研究分野と11個の専攻分野
- 海洋生産科学専攻

4つの教育研究分野と14個の専攻分野
- 物質科学専攻

4つの教育研究分野と13個の専攻分野
- 環境科学専攻

2つの教育研究分野と6個の専攻分野